# Wyścig Hiszpanii WTCC 2011
Wyścig Hiszpanii WTCC 2011 – dziewiąta runda World Touring Car Championship w sezonie 2011 i siódmy z kolei Wyścig Hiszpanii. Rozegrał się on w dniach 3-4 września 2011 na torze Circuit Ricardo Tormo w miejscowości Cheste niedaleko Walencji na wschodnim wybrzeżu Hiszpanii. W obu wyścigach zwyciężył Yvan Muller z Chevroleta.

## Wypowiedź zwycięzcy
To był dla mnie świetny weekend: pole position, dwa zwycięstwa i mistrzostwo producentów dla Chevroleta. Jestem bardzo zadowolony. Oba wyścigi były bardzo ciężkie. W pierwszym musiałem wyprzedzić Tarquiniego, który wykonał świetny start. Potem musiałem uważać na opony, gdyż z powodu tej wysokiej temperatury szybko "schodziły". Zwłaszcza moja tylna lewa opona wisiała na włosku. W drugim wyścigu byłem zadowolony z utrzymania się na czwartej pozycji, ponieważ mój rytm nie był wystarczająco szybki, żeby dogonić samochody BMW. Kiedy zobaczyłem Villę i Coronela w zaciętej walce powiedziałem sobie: może coś się wydarzy. Rzeczywiście tak się stało i wykorzystałem okazję! Ostatnie okrążenia były trudne, gdyż miałem dużo wibracji na tylnej osi i Michelisz był szybszy ode mnie. Teraz prowadzę w mistrzostwach, ale to nie zmieni mojego podejścia. Będę się skupiał na następnych rundach i tak jak dotychczas będę się starał robić to jak najlepiej.

## Lista startowa
| Nr | Kierowca           | Zespół                      | Samochód             | Klasa |
| -- | ------------------ | --------------------------- | -------------------- | ----- |
| 1  | Yvan Muller        | Chevrolet                   | Chevrolet Cruze 1.6T | M     |
| 2  | Robert Huff        | Chevrolet                   | Chevrolet Cruze 1.6T | M     |
| 3  | Gabriele Tarquini  | Lukoil – SUNRED             | SUNRED SR León 1.6T  | M     |
| 4  | Aleksiej Dudukało  | Lukoil – SUNRED             | SUNRED SR León 1.6T  | MY    |
| 5  | Norbert Michelisz  | Zengő-Dension Team          | BMW 320 TC           | MY    |
| 7  | Fredy Barth        | SEAT Swiss Racing by SUNRED | SUNRED SR León 1.6T  | MY    |
| 8  | Alain Menu         | Chevrolet                   | Chevrolet Cruze 1.6T | M     |
| 9  | Darryl O’Young     | Bamboo Engineering          | Chevrolet Cruze 1.6T | MY    |
| 10 | Yukinori Taniguchi | Bamboo Engineering          | Chevrolet Cruze 1.6T | MY    |
| 11 | Kristian Poulsen   | Liqui Moly Team Engstler    | BMW 320 TC           | MY    |
| 12 | Franz Engstler     | Liqui Moly Team Engstler    | BMW 320 TC           | MY    |
| 15 | Tom Coronel        | ROAL Motorsport             | BMW 320 TC           | M     |
| 17 | Michel Nykjær      | SUNRED Engineering          | SUNRED SR León 1.6T  | MY    |
| 18 | Tiago Monteiro     | SUNRED Engineering          | SUNRED SR León 1.6T  | M     |
| 20 | Javier Villa       | Proteam Racing              | BMW 320 TC           | MY    |
| 21 | Fabio Fabiani      | Proteam Racing              | BMW 320si            | MYJ   |
| 25 | Mehdi Bennani      | Proteam Racing              | BMW 320 TC           | MY    |
| 26 | Stefano D'Aste     | Wiechers-Sport              | BMW 320 TC           | MY    |
| 30 | Robert Dahlgren    | Polestar Racing             | Volvo C30 Drive      | M     |
| 64 | Dawid Sigaczew     | DeTeam KK Motorsport        | BMW 320 TC           | MY    |
| 74 | Pepe Oriola        | SUNRED Engineering          | SUNRED SR León 1.6T  | MY    |
| Nr | Kierowca           | Zespół                      | Samochód             | Klasa |

| Symbol | Klasa                                   |
| ------ | --------------------------------------- |
| M      | Producent (Manufacturers' Championship) |
| Y      | Niezależny (Yokohama Trophy)            |
| J      | Specyfikacja 2010 (Jay-Ten Trophy)      |

## Wyniki

### Sesje treningowe
| Sesja | Nr | Kierowca    | Zespół    | Samochód             | Czas     | Okr. |
| ----- | -- | ----------- | --------- | -------------------- | -------- | ---- |
| 1     | 1  | Yvan Muller | Chevrolet | Chevrolet Cruze 1.6T | 1:42,936 | 10   |
| 2     | 1  | Yvan Muller | Chevrolet | Chevrolet Cruze 1.6T | 1:43,050 | 11   |

### Kwalifikacje
| Poz.    | Nr      |         | Kierowca           | Zespół                      | Samochód             | Q1        | Q2       | Poz. s. R1 | Poz. s. R2 |
| II etap | II etap | II etap | II etap            | II etap                     | II etap              | II etap   | II etap  | II etap    | II etap    |
| ------- | ------- | ------- | ------------------ | --------------------------- | -------------------- | --------- | -------- | ---------- | ---------- |
| 1       | 1       |         | Yvan Muller        | Chevrolet                   | Chevrolet Cruze 1.6T | 1:44,155  | 1:42,649 | 1          | 5          |
| 2       | 2       |         | Robert Huff        | Chevrolet                   | Chevrolet Cruze 1.6T | 1:44,060  | 1:43,105 | 2          | 7          |
| 3       | 3       |         | Gabriele Tarquini  | Lukoil – SUNRED             | SUNRED SR León 1.6T  | 1:43,907  | 1:43,182 | 3          | 10         |
| 4       | 18      |         | Tiago Monteiro     | SUNRED Engineering          | SUNRED SR León 1.6T  | 1:44,086  | 1:43,269 | 4          | 6          |
| 5       | 15      |         | Tom Coronel        | ROAL Motorsport             | BMW 320 TC           | 1:44,565  | 1:43,367 | 5          | 2          |
| 6       | 8       |         | Alain Menu         | Chevrolet                   | Chevrolet Cruze 1.6T | 1:43,992  | 1:43,387 | 6          | 9          |
| 7       | 5       | Y       | Norbert Michelisz  | Zengő-Dension Team          | BMW 320 TC           | 1:44,047  | 1:43,731 | 7          | 8          |
| 8       | 20      | Y       | Javier Villa       | Proteam Racing              | BMW 320 TC           | 1:44,395  | 1:43,759 | 8          | 4          |
| 9       | 12      | Y       | Franz Engstler     | Liqui Moly Team Engstler    | BMW 320 TC           | 1:44,577  | 1:44,077 | 9          | 1          |
| 10      | 17      | Y       | Michel Nykjær      | SUNRED Engineering          | SUNRED SR León 1.6T  | 1:44,461  | 1:44,836 | 10         | 3          |
| I etap  |         |         |                    |                             |                      |           |          |            |            |
| 11      | 74      | Y       | Pepe Oriola        | SUNRED Engineering          | SUNRED SR León 1.6T  | 1:44,614  | –        | 11         | 11         |
| 12      | 11      | Y       | Kristian Poulsen   | Liqui Moly Team Engstler    | BMW 320 TC           | 1:44,734  | –        | 12         | 12         |
| 13      | 9       | Y       | Darryl O’Young     | Bamboo Engineering          | Chevrolet Cruze 1.6T | 1:44,741  | –        | 13         | 13         |
| 14      | 64      | Y       | Dawid Sigaczew     | DeTeam KK Motorsport        | BMW 320 TC           | 1:44,768  | –        | 14         | 20         |
| 15      | 7       | Y       | Fredy Barth        | SEAT Swiss Racing by SUNRED | SUNRED SR León 1.6T  | 1:44,849  | –        | 15         | 14         |
| 16      | 26      | Y       | Stefano D'Aste     | Wiechers-Sport              | BMW 320 TC           | 1:44,905  | –        | 16         | 15         |
| 17      | 30      |         | Robert Dahlgren    | Polestar Racing             | Volvo C30 Drive      | 1:45,082  | –        | 17         | 16         |
| 18      | 10      | Y       | Yukinori Taniguchi | Bamboo Engineering          | Chevrolet Cruze 1.6T | 1:45,096  | –        | 18         | 17         |
| 19      | 4       | Y       | Aleksiej Dudukało  | Lukoil – SUNRED             | SUNRED SR León 1.6T  | 1:45,113  | –        | 19         | 18         |
|         | 21      | Y       | Fabio Fabiani      | Proteam Racing              | BMW 320si            | 2:04,283  | –        | 20         | 19         |
|         | 25      | Y       | Mehdi Bennani      | Proteam Racing              | BMW 320 TC           | 12:24,555 | –        | 21         | 21         |
| Poz.    | Nr      |         | Kierowca           | Zespół                      | Samochód             | Q1        | Q2       | Poz. s. R1 | Poz. s. R2 |

#### Warunki atmosferyczne[3]
| Temperatura toru      | 43/35 °C |
| Temperatura powietrza | 28/27 °C |
| Słońce                | tak      |
| Opady deszczu         | nie      |
| Sucho                 |          |

### Wyścig 1
| Poz.              | +/- | Nr |   | Kierowca           | Zespół                      | Samochód             | Okr. | Czas/Strata | Pkt. | Komentarz         |
| ----------------- | --- | -- | - | ------------------ | --------------------------- | -------------------- | ---- | ----------- | ---- | ----------------- |
| 1                 |     | 1  |   | Yvan Muller        | Chevrolet                   | Chevrolet Cruze 1.6T | 14   | 25:39,052   | 25   |                   |
| 2                 | 4   | 8  |   | Alain Menu         | Chevrolet                   | Chevrolet Cruze 1.6T | 14   | +1,103      | 18   |                   |
| 3                 | 2   | 15 |   | Tom Coronel        | ROAL Motorsport             | BMW 320 TC           | 14   | +6,345      | 15   |                   |
| 4                 | 8   | 11 | Y | Kristian Poulsen   | Liqui Moly Team Engstler    | BMW 320 TC           | 14   | +9,961      | 12   |                   |
| 5                 | 3   | 2  |   | Robert Huff        | Chevrolet                   | Chevrolet Cruze 1.6T | 14   | +15,404     | 10   |                   |
| 6                 | 2   | 20 | Y | Javier Villa       | Proteam Racing              | BMW 320 TC           | 14   | +15,630     | 8    |                   |
| 7                 |     | 5  | Y | Norbert Michelisz  | Zengő-Dension Team          | BMW 320 TC           | 14   | +16,206     | 6    |                   |
| 8                 | 4   | 18 |   | Tiago Monteiro     | SUNRED Engineering          | SUNRED SR León 1.6T  | 14   | +16,665     | 4    |                   |
| 9                 | 8   | 30 |   | Robert Dahlgren    | Polestar Racing             | Volvo C30 Drive      | 14   | +16,777     | 2    |                   |
| 10                | 6   | 26 | Y | Stefano D'Aste     | Wiechers-Sport              | BMW 320 TC           | 14   | +17,139     | 1    |                   |
| 11                | 1   | 17 | Y | Michel Nykjær      | SUNRED Engineering          | SUNRED SR León 1.6T  | 14   | +18,962     |      |                   |
| 12                | 1   | 74 | Y | Pepe Oriola        | SUNRED Engineering          | SUNRED SR León 1.6T  | 14   | +23,362     |      |                   |
| 13                | 6   | 4  | Y | Aleksiej Dudukało  | Lukoil – SUNRED             | SUNRED SR León 1.6T  | 14   | +26,603     |      |                   |
| 14                | 4   | 10 | Y | Yukinori Taniguchi | Bamboo Engineering          | Chevrolet Cruze 1.6T | 14   | +28,955     |      |                   |
| 15                | 2   | 9  | Y | Darryl O’Young     | Bamboo Engineering          | Chevrolet Cruze 1.6T | 14   | +44,967     |      |                   |
| 16                | 4   | 21 | Y | Fabio Fabiani      | Proteam Racing              | BMW 320si            | 14   | +1:37,597   |      |                   |
| 17                | 14  | 3  |   | Gabriele Tarquini  | Lukoil – SUNRED             | SUNRED SR León 1.6T  | 10   | +4 okr.     |      | zapłon            |
| 18                | 4   | 64 | Y | Dawid Sigaczew     | DeTeam KK Motorsport        | BMW 320 TC           | 10   | +4 okr.     |      |                   |
| 19                | 4   | 7  | Y | Fredy Barth        | SEAT Swiss Racing by SUNRED | SUNRED SR León 1.6T  | 10   | +4 okr.     |      |                   |
| Niesklasyfikowani |     |    |   |                    |                             |                      |      |             |      |                   |
|                   |     | 12 | Y | Franz Engstler     | Liqui Moly Team Engstler    | BMW 320 TC           | 9    |             |      | ukończył, silnik  |
|                   |     | 25 | Y | Mehdi Bennani      | Proteam Racing              | BMW 320 TC           | 4    |             |      | kolizja z Barthem |
| Poz.              | +/- | Nr |   | Kierowca           | Zespół                      | Samochód             | Okr. | Czas/Strata | Pkt. | Komentarz         |

#### Najszybsze okrążenie
| Nr | Kierowca    | Zespół    | Samochód             | Czas     | Okr. |
| -- | ----------- | --------- | -------------------- | -------- | ---- |
| 1  | Yvan Muller | Chevrolet | Chevrolet Cruze 1.6T | 1:45,130 | 5    |

#### Warunki atmosferyczne[3]
| Temperatura toru      | 48 °C |
| Temperatura powietrza | 29 °C |
| Słońce                | tak   |
| Opady deszczu         | nie   |
| Sucho                 |       |

### Wyścig 2
| Poz.              | +/- | Nr |   | Kierowca           | Zespół                      | Samochód             | Okr. | Czas/Strata | Pkt. | Komentarz             |
| ----------------- | --- | -- | - | ------------------ | --------------------------- | -------------------- | ---- | ----------- | ---- | --------------------- |
| 1                 | 4   | 1  |   | Yvan Muller        | Chevrolet                   | Chevrolet Cruze 1.6T | 13   | 23:14,296   | 25   |                       |
| 2                 | 5   | 2  |   | Robert Huff        | Chevrolet                   | Chevrolet Cruze 1.6T | 13   | +0,434      | 18   |                       |
| 3                 | 6   | 8  |   | Alain Menu         | Chevrolet                   | Chevrolet Cruze 1.6T | 13   | +1,143      | 15   |                       |
| 4                 | 6   | 3  |   | Gabriele Tarquini  | Lukoil – SUNRED             | SUNRED SR León 1.6T  | 13   | +2,966      | 12   |                       |
| 5                 | 7   | 11 | Y | Kristian Poulsen   | Liqui Moly Team Engstler    | BMW 320 TC           | 13   | +5,560      | 10   |                       |
| 6                 | 2   | 5  | Y | Norbert Michelisz  | Zengő-Dension Team          | BMW 320 TC           | 13   | +9,201      | 8    |                       |
| 7                 | 5   | 15 |   | Tom Coronel        | ROAL Motorsport             | BMW 320 TC           | 13   | +12,184     | 6    | kara +10 sekund       |
| 8                 | 3   | 74 | Y | Pepe Oriola        | SUNRED Engineering          | SUNRED SR León 1.6T  | 13   | +15,651     | 4    |                       |
| 9                 | 7   | 30 |   | Robert Dahlgren    | Polestar Racing             | Volvo C30 Drive      | 13   | +17,952     | 2    |                       |
| 10                | 9   | 12 | Y | Franz Engstler     | Liqui Moly Team Engstler    | BMW 320 TC           | 13   | +19,055     | 1    |                       |
| 11                | 4   | 26 | Y | Stefano D'Aste     | Wiechers-Sport              | BMW 320 TC           | 13   | +22,493     |      |                       |
| 12                | 9   | 25 | Y | Mehdi Bennani      | Proteam Racing              | BMW 320 TC           | 13   | +24,806     |      |                       |
| 13                | 7   | 64 | Y | Dawid Sigaczew     | DeTeam KK Motorsport        | BMW 320 TC           | 13   | +29,091     |      |                       |
| 14                | 1   | 9  | Y | Darryl O’Young     | Bamboo Engineering          | Chevrolet Cruze 1.6T | 13   | +30,030     |      |                       |
| 15                | 12  | 17 | Y | Michel Nykjær      | SUNRED Engineering          | SUNRED SR León 1.6T  | 13   | +30,488     |      |                       |
| 16                | 1   | 10 | Y | Yukinori Taniguchi | Bamboo Engineering          | Chevrolet Cruze 1.6T | 13   | +40,370     |      |                       |
| 17                | 2   | 21 | Y | Fabio Fabiani      | Proteam Racing              | BMW 320si            | 13   | +1:41,824   |      |                       |
| 18                | 4   | 7  | Y | Fredy Barth        | SEAT Swiss Racing by SUNRED | SUNRED SR León 1.6T  | 11   | +2 okr.     |      |                       |
| 19                | 15  | 20 | Y | Javier Villa       | Proteam Racing              | BMW 320 TC           | 9    | +4 okr.     |      | kolizja z Coronelem   |
| Niesklasyfikowani |     |    |   |                    |                             |                      |      |             |      |                       |
|                   |     | 4  | Y | Aleksiej Dudukało  | Lukoil – SUNRED             | SUNRED SR León 1.6T  | 4    |             |      | wypadł z toru         |
|                   |     | 18 |   | Tiago Monteiro     | SUNRED Engineering          | SUNRED SR León 1.6T  | 1    |             |      | uszkodzenia z wypadku |
| Poz.              | +/- | Nr |   | Kierowca           | Zespół                      | Samochód             | Okr. | Czas/Strata | Pkt. | Komentarz             |

#### Najszybsze okrążenie
| Nr | Kierowca    | Zespół    | Samochód             | Czas     | Okr. |
| -- | ----------- | --------- | -------------------- | -------- | ---- |
| 1  | Yvan Muller | Chevrolet | Chevrolet Cruze 1.6T | 1:44,683 | 2    |

#### Warunki atmosferyczne[3]
| Temperatura toru      | 50 °C |
| Temperatura powietrza | 31 °C |
| Słońce                | tak   |
| Opady deszczu         | nie   |
| Sucho                 |       |

## Klasyfikacja po rundzie

### Kierowcy
| Poz. | +/- | Kierowca            | Starty | Punkty | P1 | P2 | P3 | PP | NO | NS | DK | NW |
| ---- | --- | ------------------- | ------ | ------ | -- | -- | -- | -- | -- | -- | -- | -- |
| 1    | 1   | Yvan Muller         | 18     | 333    | 7  | 6  | 2  | 4  | 6  | 1  | –  | –  |
| 2    | 1   | Robert Huff         | 18     | 317    | 6  | 5  | 1  | 3  | 7  | –  | –  | –  |
| 3    |     | Alain Menu          | 18     | 253    | 3  | 4  | 4  | 3  | 1  | 1  | –  | –  |
| 4    | 1   | Tom Coronel         | 17     | 158    | –  | 2  | 1  | 1  | 1  | 1  | –  | 1  |
| 5    | 1   | Gabriele Tarquini   | 18     | 157    | 1  | –  | 3  | 1  | –  | 2  | –  | –  |
| 6    |     | Tiago Monteiro      | 18     | 109    | –  | –  | 3  | 1  | –  | 4  | –  | –  |
| 7    | 2   | Kristian Poulsen    | 18     | 81     | –  | –  | 1  | –  | –  | 3  | –  | –  |
| 8    |     | Norbert Michelisz   | 16     | 80     | –  | 1  | –  | –  | 2  | 2  | –  | –  |
| 9    | 2   | Franz Engstler      | 18     | 69     | 1  | –  | 1  | 2  | –  | 3  | –  | –  |
| 10   |     | Robert Dahlgren     | 18     | 58     | –  | –  | –  | –  | –  | 1  | –  | –  |
| 11   |     | Javier Villa        | 18     | 53     | –  | –  | 1  | –  | 1  | 1  | –  | –  |
| 12   |     | Darryl O’Young      | 18     | 43     | –  | –  | –  | –  | –  | 2  | –  | –  |
| 13   |     | Michel Nykjær       | 17     | 43     | –  | –  | –  | 1  | –  | 2  | –  | 1  |
| 14   |     | Carlos "Cacá" Bueno | 2      | 25     | –  | –  | 1  | –  | –  | –  | –  | –  |
| 15   |     | Stefano D'Aste      | 6      | 12     | –  | –  | –  | 1  | –  | –  | –  | –  |
| 16   | 1   | Pepe Oriola         | 18     | 10     | –  | –  | –  | –  | –  | 1  | –  | –  |
| 17   | 1   | Fredy Barth         | 17     | 7      | –  | –  | –  | –  | –  | 6  | –  | 1  |
| 18   |     | Aleksiej Dudukało   | 18     | 4      | –  | –  | –  | –  | –  | 4  | –  | –  |
| 19   |     | Mehdi Bennani       | 17     | 4      | –  | –  | –  | 1  | –  | 3  | –  | 1  |
| 20   |     | Colin Turkington    | 2      | 2      | –  | –  | –  | –  | –  | –  | –  | –  |
| 21   |     | Yukinori Taniguchi  | 18     | 0      | –  | –  | –  | –  | –  | –  | 1  | –  |
| 22   |     | Fabio Fabiani       | 14     | 0      | –  | –  | –  | –  | –  | 2  | 2  | –  |
| 23   |     | İbrahim Okyay       | 4      | 0      | –  | –  | –  | –  | –  | –  | –  | –  |
| 24   |     | Dawid Sigaczew      | 2      | 0      | –  | –  | –  | –  | –  | –  | –  | –  |
| 25   | 1   | Marchy Lee          | 5      | 0      | –  | –  | –  | –  | –  | 1  | –  | 1  |
| 26   | 1   | Urs Sonderegger     | 6      | 0      | –  | –  | –  | –  | –  | 1  | –  | 2  |
| Poz. | +/- | Kierowca            | Starty | Punkty | P1 | P2 | P3 | PP | NO | NS | DK | NW |

### Producenci
| Poz. | +/- | Producent                      | Starty | Punkty | P1 | P2 | P3 | PP | NO | NS | DK | NW |
| ---- | --- | ------------------------------ | ------ | ------ | -- | -- | -- | -- | -- | -- | -- | -- |
| 1    |     | Chevrolet                      | 18     | 734    | 16 | 15 | 8  | 10 | 14 | 4  | 1  | –  |
| 2    |     | BMW Customer Racing Teams      | 18     | 430    | 1  | 3  | 4  | 5  | 4  | 17 | 2  | 5  |
| 3    |     | SR Customer Racing             | 18     | 396    | 1  | –  | 6  | 3  | –  | 19 | –  | 2  |
| 4    |     | Volvo Polestar Evaluation Team | 18     | 126    | –  | –  | –  | –  | –  | 1  | –  | –  |
| Poz. | +/- | Producent                      | Starty | Punkty | P1 | P2 | P3 | PP | NO | NS | DK | NW |